# Айленд-Парк (кальдера)
Айленд-Парк (англ. Island Park) — кальдера, входящая в Йеллоустонский супервулкан. Расположена на территории штатов Айдахо и Вайоминг в США. Приблизительный размеры кальдеры составляют 80 × 65 км, что делает её одной из крупнейших в мире. Пепловые выбросы в результате извержения супервулкана привели к формированию туфовых отложений Хаклберри-Ридж на территории от южной Калифорнии до реки Миссисипи в районе Сент-Луиса. Это гигантское извержение произошло 2.1 млн лет назад, объём изверженного материала составил примерно 2450—2500 км³ (показатель вулканической эксплозивности — 8 баллов), что в 2500 раз больше, чем во время извержения вулкана Сент-Хеленс в 1980 году.

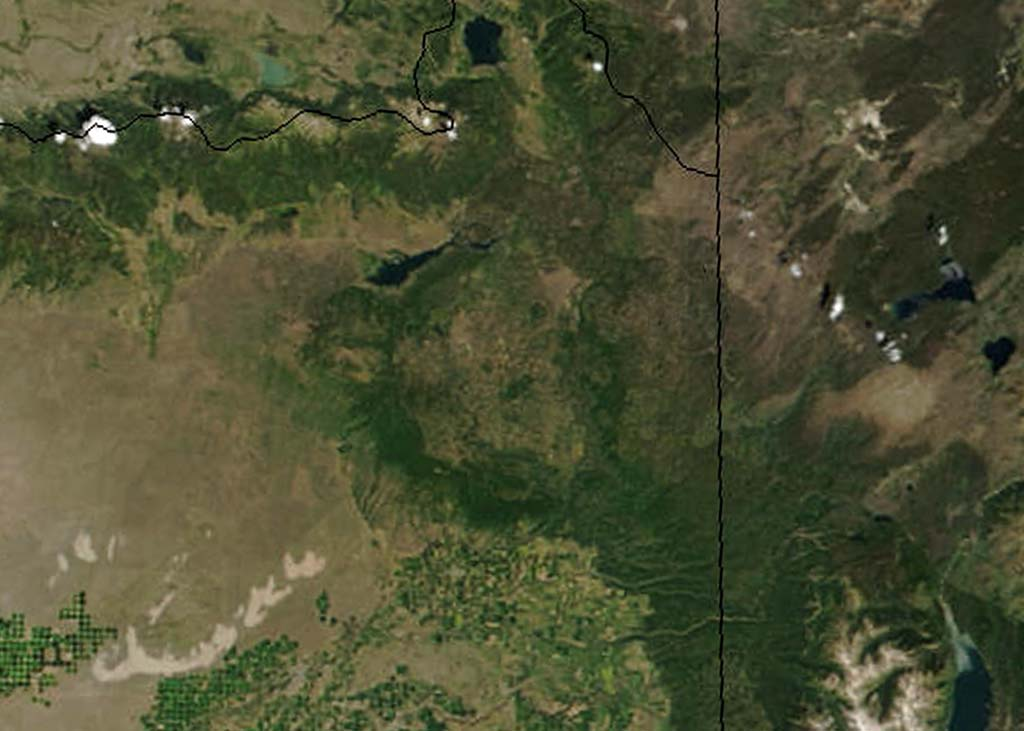
Левая часть кальдеры Айленд-Парк, в центре изображения видна круговая структура кальдеры Хенрис-Форк

Внутри кальдеры Айленд-Парк находится меньшая по размеру и более молодая кальдера Хенрис-Форк. Она сформировалась в результате крупного (показатель вулканической эксплозивности — 7 баллов) извержения, произошедшего 1.3 млн лет назад. Объём выброшенного вулканического материала составил более 280 км³, кроме того, образовались туфовые отложения Меса-Фолс. Две кальдеры, вложенные друг в друга, находятся практически на одной территории, начинаясь к западу от Йеллоустонского национального парка, однако более старая кальдера Айленд-Парк имеет более овальную форму и гораздо более крупные размеры, простираясь далеко вглубь Йеллоустонского парка. Кальдеру Айленд-Парк иногда называют Йеллоустонской кальдерой первой фазы или кальдерой Хаклберри-Ридж.
К югу-западу от кальдеры лежит плато Снейк-Ривер, восточная часть которого образовалась в результате сдвига Йеллоустонской горячей точки в северо-восточном направлении, происходившего на протяжении 17 миллионов лет. Центральная и восточная долины плато состоят из толстых слоев вулканического туфа, покрытых тонким слоем базальта. К другим объектам вулканического происхождения на плато относятся, например, Лунные кратеры. Из кальдеры видны горные пики хребта Титон, который находится к юго-востоку от Айленд-Парк.
Кальдера Айленд-Парк находится на одноимённой территории, которая известна своей дикой природой, наличием большого числа чистых источников, водопадов, озёр и ручьёв, а также мест для рыбной ловли. В кальдере находится парк штата Гарриман. Здесь достаточно развит туризм, популярны поездки на снегоходах и лыжах.